# Асоціація держав Південно-Східної Азії
Асоціація держав Південно-Східної Азії, А́СЕАН (від англ. Association of SouthEast Asian Nations, ASEAN [ˈɑːsiɑːn]) — створена в 1967 році геополітична та економічна міжнародна організація, до якої входять 10 країн, розташованих в Південно-Східній Азіï. АСЕАН утворена 8 серпня 1967 року в Бангкоку разом із підписанням «Декларації АСЕАН», більш відомої як «Бангкокська декларація». Договірне оформлення ASEAN відбулося лише 1976 року в підписаних на острові Балі Договорі про дружбу і співпрацю в Південно-Східній Азії та Декларації згоди ASEAN.
Населення держав, що входять до цієї організації, становить понад 600 мільйонів осіб, а площа території — понад 4,5 мільйона км2 У 2022 році валовий внутрішній продукт (ВВП) блоку за паритетом купівельної спроможності (ПКС) становитиме близько 10,2 трильйона доларів США, що становить приблизно 6,5 % світового ВВП (ПКС). Держави-члени АСЕАН входять до числа найбільш швидкозростаючих економік світу, а сама організація відіграє важливу роль у східноазійському регіоналізмі.
Основними цілями АСЕАН, як заявляє асоціація, є «прискорення економічного зростання, соціального прогресу та культурного розвитку в регіоні», а також «сприяння регіональному миру та стабільності шляхом неухильного дотримання справедливості та верховенства права у відносинах між країнами регіону і дотримання принципів Статуту Організації Об'єднаних Націй». В останні роки блок розширив свої цілі, вийшовши за межі економічної та соціальної сфер.
АСЕАН співпрацює з іншими наднаціональними організаціями в Азійсько-Тихоокеанському регіоні та інших частинах світу. Вона є головним партнером ООН, ШОС, PA, GCC, МЕРКОСУР, CELAC та ОЕС. Вона також має дипломатичні представництва по всьому світу, підтримуючи міжнародну мережу відносин, і розглядається як головний форум для співпраці в регіоні. Її успіх став рушійною силою деяких з найбільших торгових блоків в історії, включаючи АТЕС і RCEP.

## Краïни-учасниці
| Країна            | Дата приєднання | Населення      |
| ----------------- | --------------- | -------------- |
| Філіппіни         | 7 серпня 1967   | 113,9 мільйона |
| Малайзія          | 7 серпня 1967   | 33,57 мільйона |
| Індонезія         | 7 серпня 1967   | 273,8 мільйона |
| Сінгапур          | 7 серпня 1967   | 5,454 мільйона |
| Таїланд           | 7 серпня 1967   | 71,6 мільйона  |
| Бруней-Даруссалам | 7 січня 1984    | 445 тисячі     |
| В'єтнам           | 28 липня 1995   | 97,47 мільйона |
| Лаос              | 23 липня 1997   | 7,425 мільйона |
| М'янма            | 23 липня 1997   | 53,8 мільйона  |
| Камбоджа          | 30 квітня 1999  | 15,28 мільйона |

Папуа Нова Гвінея має статус краïни-спостерігача. У 2002 році Східний Тимор подав заяву про бажання набути такого ж статусу.

## Мета АСЕАН
Метою асоціації було оголошено прискорення економічного розвитку та соціального прогресу в краïнах-учасницях, захист миру та стабільності в регіоні, а також надання краïнам-учасницям змоги мирного розв'язання спірних питань.

## Структура АСЕАН
Найвищим органом АСЕАН є саміт лідерів (глав держав та урядів) краïн-учасниць, який відбувається щорічно, починаючи з 2000 року. Саміт триває 3 дні і супроводжується зустрічами з регіональними партнерами.
Повсякденне керування роботою організації виконує постійний комітет у складі міністра зовнішніх справ поточної краïни-голови та послів інших краïн-учасниць. Постійний секретаріат розташований в Джакарті. Секретаріат очолює Генеральний секретар.
У листопаді 2008 року цю посаду посідав колишній міністр зовнішніх справ Таїланду Сурін Пітсуван.
Робота Асоціації відбувається в 29 комітетах та 122 робочих групах. Щорічно в АСЕАН відбувається понад 300 заходів та зустрічей.

## Головування
Головування в організації здійснюється в порядку встановленої черговості з терміном один рік відповідно до алфавітного розташування країн англійською мовою. 2011 головувала Індонезія, 2012 — Камбоджа, 2013 — Бруней. На НМЗС головує міністр закордонних справ тієї країни, яка очолювала організацію в попередньому році.

## Генеральні секретарі
1. Хартоно Рексо Дарсоно, (1976—1978), Індонезія
2. Умардаді Нотовіджоно (1978—1980), Індонезія
3. Датук Алі Бін Абдулла (1978—1980), Малайзія
4. Нарсісо Райс (1980—1982), Філіппіни
5. Чан Кай Юу (1982—1984), Сінгапур
6. Фан Ваннаметі (1984—1986), Таїланд
7. Родеріск Йон (1986—1989), Бруней
8. Руслі Нур (1989—1993), Індонезія
9. Ажіт Сінгх (1993—1997), Малайзія
10. Рудолфо Севервіно (1998—2002), Філіппіни
11. Он Кен Йон (2003—2007), Сінгапур
12. Сурін Пітсуван (2008—2012), Таїланд
13. Ле Лионг Мінь (2013—2017), В'єтнам
14. Лім Джок Хой (2018—2022), Бруней
15. Као Кім Хорн (2023-), Камбоджа

## Основні документи
- Декларація АСЕАН (1967). Головний, що визначає мету організації.
- Декларація про зону миру, свободи та нейтралітету в Південно-Східній Азіï (1971) (Куала-Лумпурська декларація).
- Договір про дружбу та співробітництво АСЕАН (англ. Treaty on amity and Cooperation, TAC) (1976). В цьому документі закладено засади взаємовідносин краïн-учасниць.
- Манільська декларація 1992 року, про те, що при розв'язуванні питання про приналежність Парасельських островів та островів Спратлі в Південно-Китайському морі необхідно дотримуватись лише мирних засобів.
- Договір про створення в Південно-Східній Азіï зони, вільноï від ядерноï зброï (Бангкокський договір) (1995).
- Декларація про спільні діï з протидіï тероризму, прийнята в Бруніï в листопаді 2001.
- Статут АСЕАН. Підписаний на саміті АСЕАН в Сінгапурі 2007, перебуває на стадіï ратифікаціï краïнами-учасницями.

## АРФ
Регіональний форум АСЕАН був створений 1994 на засадах превентивноï дипломатіï. Зустрічі відбуваються в одній зі столиць краïн-учасниць АСЕАН. Метою АРФ є:
1. стимулювання діалогу та консультацій з питань політики та безпеки;
2. створення відносин в Азійсько-Тихоокеанському регіоні.

Діалог в АРФ відбувається на двох рівнях: офіційному міжурядовому та неофіційному — між НУО та вченими. Крім краïн-учасниць, у роботі форуму брали участь Австралія, Бангладеш, Східний Тимор, ЄС, Індія, Канада, Північна Корея, КНР, Монголія, Нова Зеландія, Папуа Нова Гвінея, Пакистан, Республіка Корея, Російська Федерація та США.

## Хартія
Хартія АСЕАН — конституція Асоціації держав Південно-Східної Азії (АСЕАН), яка була прийнята на 13-му саміті АСЕАН, що відбувся в листопаді 2007 року.
В Хартіï декларовано такі принципи:
- Підкреслювання головноï ролі АСЕАН в регіональному співробітництві.
- Повага до принципів територіальноï цілісності, суверенітету, невтручання у внутрішні справи та національна самоідентифікація членів АСЕАН.
- Сприяння регіональному миру та мирному вирішенню спірних питань.
- Дотримання міжнародного права в питаннях прав людини, соціальноï справедливості та багатосторонньоï торгівлі.
- Сприяння регіональній інтеграціï торгівлі.
- Створення органу, який би відповідав за захист прав людини.

## Демографія
Станом на 1 липня 2019 року населення АСЕАН становило близько 655 мільйонів осіб (8,5 % населення світу). У 2019 році в АСЕАН 55,2 мільйона дітей були у віці 0-4 роки, а 46,3 мільйона людей були старше 65 років. Це відповідає 8,4 % та 7,1 % від загальної кількості населення АСЕАН. Приріст населення регіону становить 1,1 % на рік. Найнижчий показник у Таїланді — 0,2 % на рік, а найвищий у Камбоджі — 1,9 % на рік. Статеве співвідношення в АСЕАН становить 0,996 чоловіків на одну жінку, з 326,4 мільйонами чоловіків та 327,8 мільйонами жінок.

## Економічна спільнота
АСЕАН підкреслює необхідність взаємодії в галузі безпеки, соціо-культурноï та економічноï інтеграціï. Найбільшого успіху вдалося досягти в економічній галузі. Встановлено мету про створення в 2015 році Економічноï спільноти АСЕАН. Вона об'єднує понад 560 млн осіб, обсяг торгівлі перевищує 1,5 трлн доларів США.

### Зона вільної торгівлі
В основу Економічноï спільноти АСЕАН буде покладено Зону вільної торгівлі (ЗВТ) (AFTA), яка надасть систему тарифних преференцій для сприяння вільного потоку товарів в межах АСЕАН. ЗВТ (AFTA) — це угода між краïнами-учасницями АСЕАН щодо виробництва товарів у країнах АСЕАН. Угоду було підписано 28 січня 1992 в Сінгапурі. Спочатку угоду підписали Бруней, Малайзія, Індонезія, Сінгапур та Таїланд. 1995 до угоди приєднався В'єтнам, 1997 — М'янма, 1999 — Камбоджа. В'єтнам, М'янма та Камбоджа не повністю виконали свої обіцянки, коли вони вступали до ЗВТ, тому вони отримали більший термін для виконання своїх обіцянок зі зниження тарифів.

### Торгівля електроенергією
Транскордонна торгівля електроенергією в АСЕАН була обмеженою, попри зусилля, що докладаються з 1997 року для створення енергосистеми АСЕАН та пов'язаної з нею торгівлі. На торгівлю електроенергією припадає лише близько 5 % генерації, тоді як на торгівлю вугіллям і газом припадає 86 % і 53 % відповідно.

### Туризм
Із запровадженням безвізового режиму між країнами-членами АСЕАН збільшилася кількість подорожей усередині АСЕАН. У 2010 році 47 %, або 34 мільйони з 73 мільйонів туристів у країнах-членах АСЕАН були з інших країн АСЕАН. Співпраця в галузі туризму була офіційно оформлена в 1976 році після утворення Підкомітету з туризму (SCOT) при Комітеті АСЕАН з торгівлі та туризму. 18-26 жовтня 1981 року в Куала-Лумпурі було проведено 1-й Туристичний форум АСЕАН. У 1986 році в Гонконгу, Західній Німеччині, Великій Британії, Австралії/Новій Зеландії, Японії та Північній Америці були створені рекламні відділення АСЕАН з туризму (APCT).
Туризм є одним із ключових секторів зростання в АСЕАН і виявився стійким до глобальних економічних викликів. Широкий спектр туристичних визначних пам'яток по всьому регіону залучив до АСЕАН 109 мільйонів туристів у 2015 році, що на 34 % більше, ніж 81 мільйон туристів у 2011 році. Станом на 2012 рік, туризм становив 4,6 % ВВП АСЕАН — 10,9 % з урахуванням усіх непрямих інвестицій. Безпосередньо в ньому було зайнято 9,3 мільйона осіб, або 3,2 % від загальної кількості зайнятих, а опосередковано він підтримував близько 25 мільйонів робочих місць. Крім того, на сектор припадало близько 8 % від загального обсягу капітальних інвестицій в регіоні. У січні 2012 року міністри туризму АСЕАН закликали розробити маркетингову стратегію. Стратегія представляє консенсус національних туристичних організацій АСЕАН (NTO) щодо маркетингових напрямків для АСЕАН до 2015 року. У звіті за 2013 рік Індекс конкурентоспроможності подорожей і туризму (TTCI) Сінгапур посів 1 місце, Малайзія посіла 8 місце, Таїланд посіла 9 місце, Індонезія посіла 12 місце, Бруней посіла 13 місце, В'єтнам посіла 16 місце, Філіппіни посіла 17 місце, а Камбоджа посіла 20 місце серед найпопулярніших напрямків для мандрівників в Азійсько-Тихоокеанському регіоні.
1981 року було створено туристичний форум АСЕАН (ATF). Це регіональна зустріч неурядових організацій, міністрів, продавців, покупців та журналістів з метою просування країн АСЕАН як єдиного туристичного напрямку. Щорічний захід 2019 року в Халонгу відзначає 38-му річницю та залучає всі сектори туристичної індустрії 10 країн-членів АСЕАН: Бруней-Даруссалам, Камбоджа, Індонезія, Лаос, Малайзія, М'янма, Філіппіни, Сінгапур, Таїланд і В'єтнам. Організатором заходу виступила компанія TTG Events з Сінгапуру.

### Фонди співробітництва
Про створення Фонду інвестиційного співробітництва Китай-АСЕАН було оголошено у 2009 році прем'єр-міністром Китаю Вень Цзябао, який розпочав свою діяльність у 2010 році. Фонд, який фінансується Експортно-імпортним банком Китаю, серед інших інституційних інвесторів, став першим фондом прямих інвестицій, орієнтованим на Південно-Східну Азію, схваленим Державною радою Китаю та Національною комісією розвитку та реформ. Експортно-імпортний банк Китаю є «якірним інвестором» з «початковими інвестиціями» у розмірі 300 мільйонів доларів США. Три інші китайські установи інвестували загалом 500 мільйонів доларів США. Міжнародна фінансова корпорація Світового банку інвестувала 100 мільйонів доларів США.
У листопаді 2011 року був створений Фонд морського співробітництва Китаю та АСЕАН. Китай виступив гарантом фонду, який оцінюється в 3 мільярди юанів.  

## Без'ядерний АСЕАН
Блок також зосередив увагу на мирі та стабільності в регіоні. 15 грудня 1995 року було підписано Договір про зону, вільну від ядерної зброї, в Південно-Східній Азії, щоб перетворити Південно-Східну Азію на зону, вільну від ядерної зброї. Договір набув чинності 28 березня 1997 року після того, як його ратифікували всі, крім однієї з держав-членів. Він набрав чинності 21 червня 2001 року після того, як Філіппіни його ратифікували, фактично заборонивши всю ядерну зброю в регіоні. Подібний договір був підписаний у 2017 році, однак Сінгапур утримався від голосування.

## Навколишнє середовище

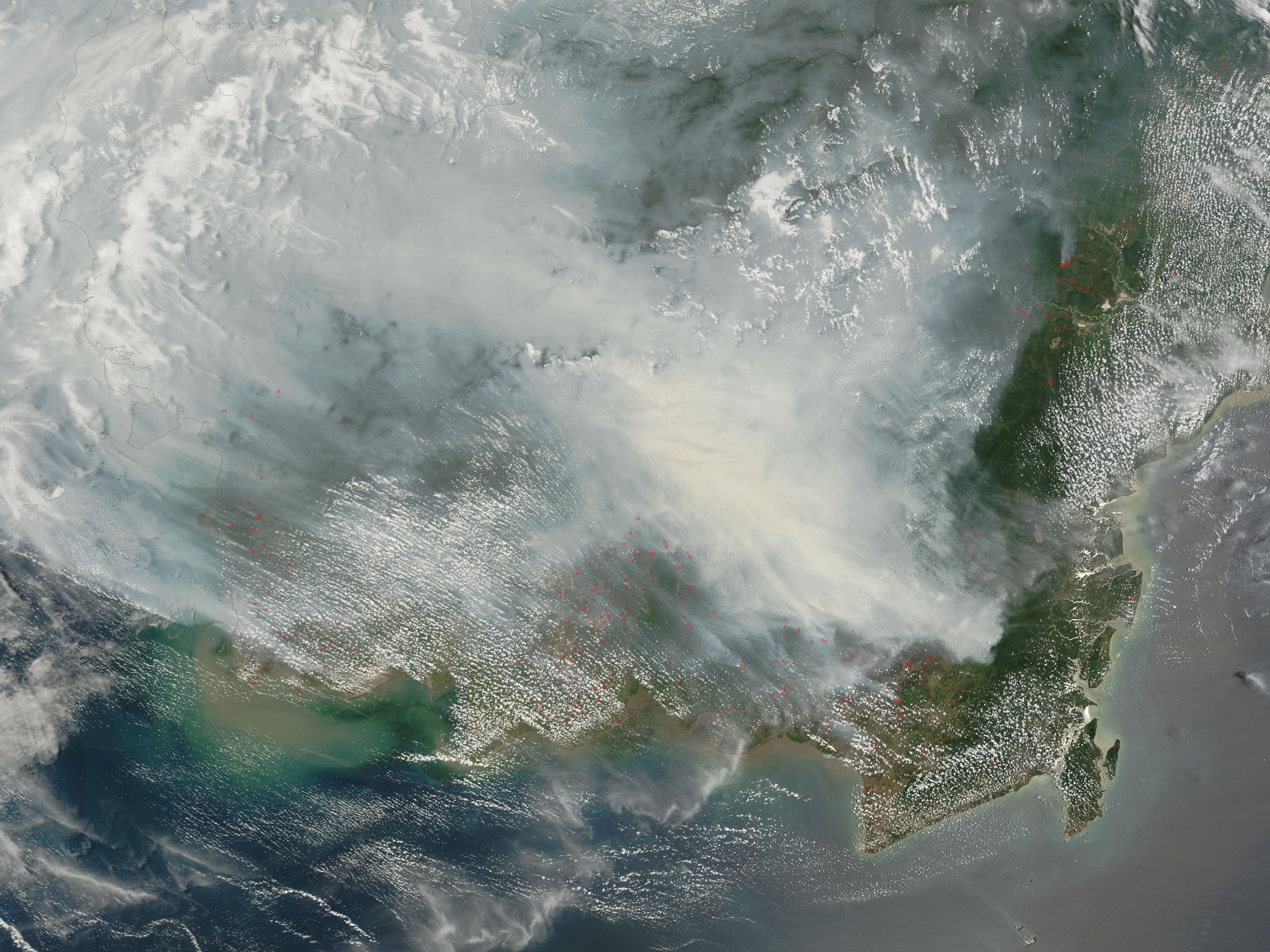
Серпанок над Борнео, 2006

На рубежі 21 століття АСЕАН почав обговорювати екологічні угоди. Сюди входило підписання Угоди АСЕАН про транскордонне забруднення серпанком у 2002 році як спробу контролю забруднення серпанком у Південно-Східній Азії, що, мабуть, є найгучнішою екологічною проблемою в регіоні. На жаль, це не вдалося через спалахи серпанку в 2005, 2006, 2009, 2013 та 2015 роках. Станом на 2015 рік, через тринадцять років після підписання Угоди АСЕАН про транскордонне забруднення серпанком, ситуація щодо довгострокового питання Південно-Сходу Азійський туман не змінився для половини держав-членів АСЕАН, і все ще залишається кризою кожні два роки протягом літа та осені.
Скидання сміття із зарубіжних країн (таких як Японія та Канада) в АСЕАН ще не обговорено та не вирішено. Важливими проблемами є вирубка лісів (з тим, що Індонезія зафіксувала найбільші втрати лісу в регіоні, більше, ніж інші держави-члени разом у період 2001—2013 рр.), скидання пластикових відходів (5 держав-членів увійшли до топ-10 із 192 країн на основі даних за 2010 рік, Індонезія посіла друге місце серед найгірших забруднювачів), загрожує видам ссавців (Індонезія посідає найгірше місце в регіоні з 184 видами, які перебувають під загрозою), загрожує видам риб (Індонезія посіла найгірше місце в регіоні), загрожувані (вищі) види рослин (Малайзія посіла найгірше місце в регіоні).

## Спорт
Кожні два роки відбуваються Південно-Азійські ігри — регіональні спортивні змагання за зразком Олімпійських ігор. Кожні два роки, починаючи з 1996, відбувається чемпіонат Південно-східної Азії з футболу. Ухвалили рішення подати спільну заявку від регіону на право проводити чемпіонат світу з футболу 2030.

## Критика
Західні держави часто критикують АСЕАН за надто м'яку позицію щодо прав людини, особливо щодо ситуації у М'янмі, зауважуючи, що в Асоціації багато слів, але мало діла.